# Рєпін Юрій Ілліч
Юрій (Георгій) Ілліч Ре́пін (29 березня [10 квітня] 1877, Чугуєв, Харківська губернія, Російська імперія — 9 серпня 1954, Гельсінкі, Фінляндія) — російський живописець, член Товариства пересувних художніх виставок, син Іллі Рєпіна від його першого шлюбу з Вірою Олексіївною Шевцовою (1854—1918).

## Біографія

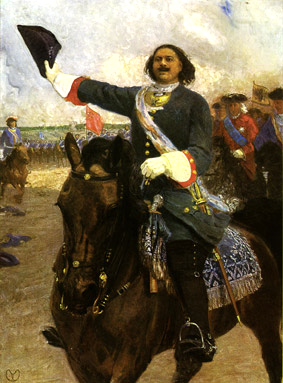
«Великий вождь» (Петр I перед Полтавською баталією), (1910), полотно, олія, Державний історико-культурний заповідник «Поле Полтавської битви».

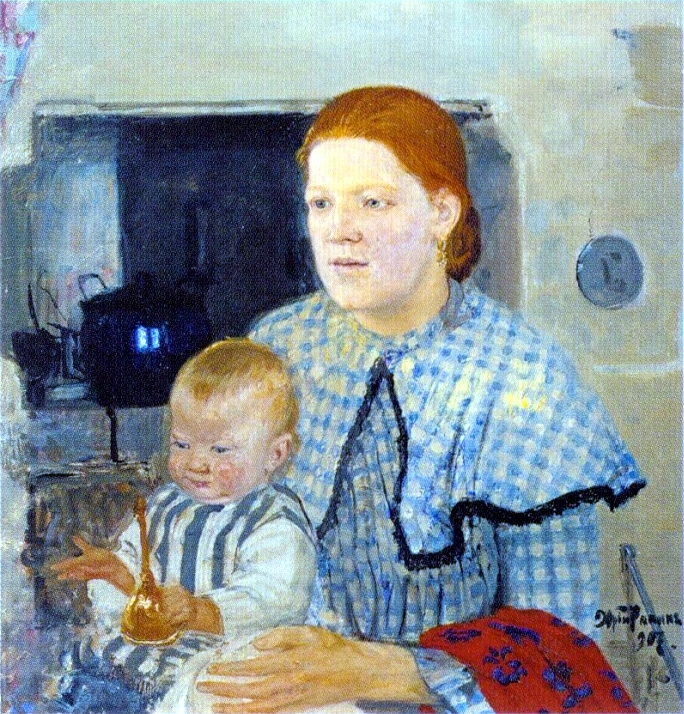
«Моя дружина», (1909), полотно, олія, Державна Третьяковська галерея.

Третя дитина у сім'ї Іллі Рєпіна та Віри Олексіївни Шевцової. Народився у Чугуєві у батьківському домі художника після його повернення із тривалої поїздки за кордон. При хрещенні дитині дали грецьке ім'я — Георгій.
Після розлучення батьків у 1887 році Юрій та його молодша сестра Тетяна залишилися жити з матір'ю, старші дочки І. Ю. Рєпіна переїхали до батька.
Початкову художню освіту здобув у малювальній школі княгині М. К. Тенішева, де його батько викладав живопис і малюнок. У 1899 році вступив вільним слухачем до Імператорської Академії мистецтв. Займався в майстерні батька, потім — у П. О. Ковалевського, а з 1903 — в майстерні академіка Д. Н. Кардовського.
У 1903 закінчив Вищі педагогічні курси при Академії мистецтв, навчався в класі батального живопису Ф. А. Рубо. У 1905 році, одружившись із Параскою Андріївною Андрєєвою (1883—1929), кинув навчання, не отримавши звання класного художника. У 1906 році в сім'ї народився син Гай, у березні 1907 року другий син — Дій.
З 1907 року жив поряд з батьком у селищі Куоккала, де Наталія Нордман-Северова, цивільна дружина Іллі Рєпіна, виділила Юрію та його сім'ї ділянку, на якій побудували будинок із майстернею, названий ним через архітектурну схожість «Вігвам». 
У 1914 році відкрив у Куоккалі приватну малювальну школу для дітей.
У Петербурзі Юрій був чимось на зразок юродивого часу Василя Блаженного. Він з'являвся в Академії «в лахмітті блудного сина і в опорках нічліжника на босу ногу» і, хоча учні ставилися до нього з повагою і намагалися не помічати його жебрацького вбрання, справляв «жалюгідне, навіть трагічне враження».
Після виходу у квітні 1918 року частин шюцкора до колишнього митного кордону Великого князівства Фінляндського, а також закриття кордону між Фінляндією і Російською Радянською Республікою, яке послідувало за цим, разом з усією сім'єю Рєпіних зазнавав сильних злиднів, практично перебуваючи на утриманні батька.

У листопаді 1925 року Ю. І. Рєпін отримав у фінської влади «паспорт Ліги Націй», що давав можливість виїзду за кордон. Делегація радянських діячів культури, що відвідала влітку 1926 року І. Ю. Рєпіна, до якої входили художники-засновники АХРР: Ісаак Бродський, Євген Кацман, Павло Радімов та Олександр Григор'єв, запросила Ю. І. Рєпіна приїхати до СРСР. Поїздка Ю. І. Рєпіна до Ленінграда, що відбулася восени 1926 року, була розрекламована в газетах; художник отримує замовлення на написання картини «Кінець самодержавства».
Зазнавши сильного потрясіння після смерті дружини (1929), батька (1930) та сестри Наді (1931), вів замкнутий, релігійний спосіб життя, у нього з'явилася схильність до містицизму, основною темою його творів стає тема пристрастей Голгофи.
У лютому 1935 року під час нелегального перетину кордону СРСР пропав безвісти син Юрія Рєпіна Дій, який став моряком і повернувся в Куоккалу після десяти років плавання на суднах кількох судноплавних кампаній. Намагаючись дізнатися про долю сина, Рєпін пише листи директору Державного літературного музею В. І. Бонч-Бруєвич, а потім і самому І. В. Сталіну. Як стало згодом відомо зі справи Архіву УФСБ по Санкт-Петербургу та Ленінградській області, Дія (Дмитро Юрійович Рєпін) був заарештований під час нелегального перетину кордону СРСР і засуджений до розстрілу 10 червня 1935 року військовим трибуналом Ленінградського військового округу за статтями 58-8 і 84 КК РРФСР. Дію Рєпіна ставилася в провину «спроба організації замаху на вищих керівників партії та держави». На думку слідчих НКВС СРСР, він був членом відразу двох антирадянських організацій: в куоккальському відділенні Братства Російської Правди і в Російському загальновійськовому союзі.  Справжні причини переходу Дієм Рєпіним радянського кордону залишилися невідомими.
У листопаді 1939 року під час масової евакуації населення перед початком радянсько-фінської війни Ю. І. Рєпін із сестрою Вірою був вивезений фінською владою в село Леванто громади Мянтсяля на північ від Гельсінкі.
Після Другої світової війни жив у Гельсінкі. Продовжував займатися живописом, використовував фанеру та картон. Писав ікони для православних храмів Фінляндії портрети на замовлення. Не мав постійного притулку, бродяжив. Відомо, що ще за життя старшої сестри Віри Іллівни Ю. І. Рєпін жив у нічліжних будинках.
9 серпня 1954 року наклав на себе руки, викинувшись з вікна четвертого поверху будинку Армії порятунку в Гельсінкі.
Похований поряд зі старшою сестрою Вірою Іллівною на православному цвинтарі Гельсінкі в районі Лапінлахті.

## Творчість

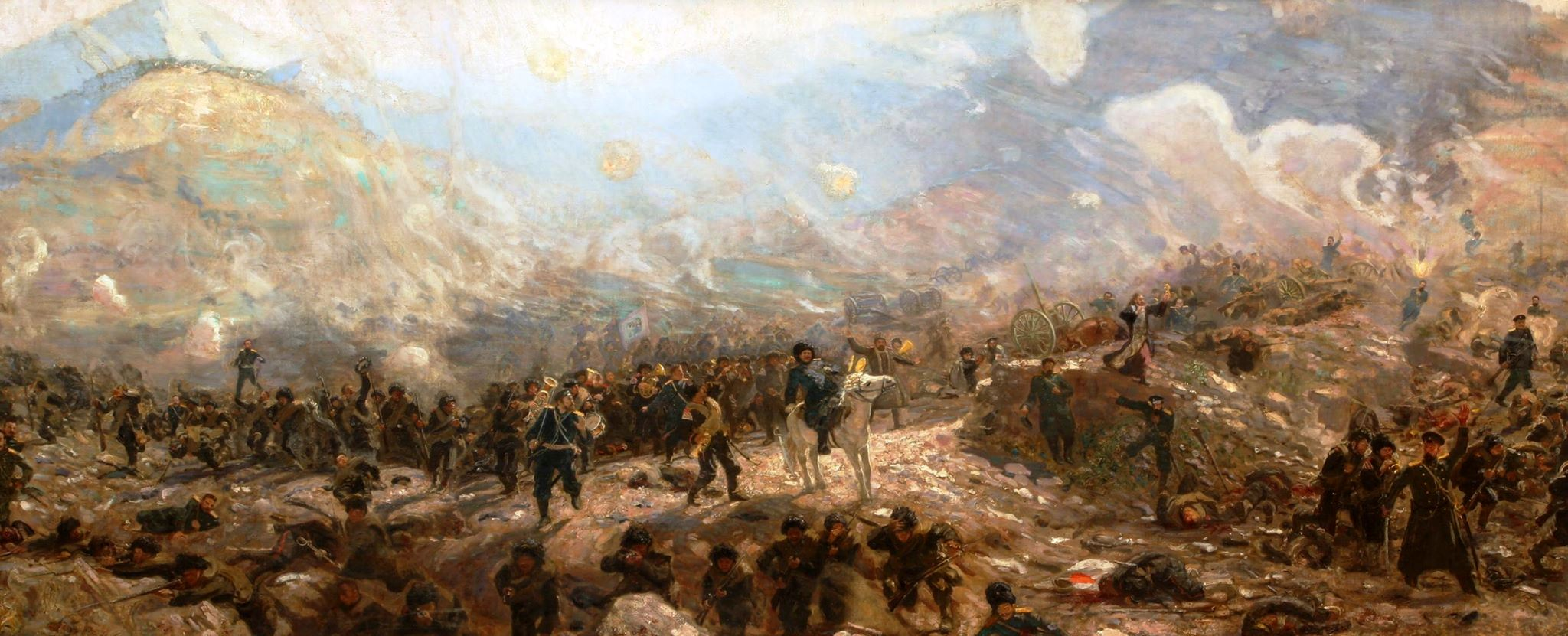
"Тюренчен. У славній смерті вічне життя. (11-й Східно-Сибірський стрілецький полк у Тюренченському бою), (1914), полотно, олія, Приморська державна картинна галерея.

Працював у манері імпресіонізму. Будучи помічником у майстерні І. Є. Рєпіна, перебував під сильним впливом батька. Писав історичні картини, портрети та пейзажі. Створив багато картин на євангельські теми.
У 1910 році за картину «Великий вождь (Петро I перед Полтавською баталією)» отримав ювілейну премію імені принцеси Євгенії Ольденбурзької та II золоту медаль Мюнхенського Сецесіону.
1914 року за картину «Тюренчен. У славній смерті вічне життя», замовлену в 1912 році шефом 11-го Східно-Сибірського стрілецького полку імператрицею Марією Федорівною Романовою, матір'ю царюючого імператора Миколи II — другу премію Товариства заохочення мистецтв, 1915 року — премію з історичного живопису на конкурсі імені А. І. Куїнджі.
У 1911—1912 роках брав участь у роботі Всеросійського з'їзду художників. Експонував свої твори на виставках Мюнхенського Сецесіону (1910), на виставках Товариства незалежних художників (1911, 1913), Товариства пересувних художніх виставок (1914—1918). 
Брав участь у виставках російських художників у Берліні (1930), Амстердамі (1930), Парижі (D'Alignan, 1931). В 1933 став членом новоствореного Товариства російських художників у Фінляндії.